# Santa Leocádia (Tabuaço)
Santa Leocádia ist ein Ort und eine ehemalige Gemeinde (Freguesia) im portugiesischen Kreis Tabuaço. Die Gemeinde hatte 118 Einwohner (Stand 30. Juni 2011).
Am 29. September 2013 wurden die Gemeinden Santa Leocádia und Barcos zur neuen Gemeinde União das Freguesias de Barcos e Santa Leocádia zusammengeschlossen.